# Тимофеево (Рузский городской округ)
о
Тимофеево — деревня в Рузском районе Московской области России, входит в состав сельского поселения Дороховское.

## География
Деревня расположена в центральной части района, в 8 километрах к юго-востоку от Рузы, на левом берегу Москва-реки, у слияния с рекой Руза, высота центра над уровнем моря 156 м.

## История
До 2006 года Тимофеево входило в состав Старониколаевского сельского округа.

## Население
| 2002 | 2006 | 2010 |
| ---- | ---- | ---- |
| 35   | ↘33  | ↘24  |

## Инфраструктура
Деревня имеет центральную и западную часть в которых расположена основная часть домов.
Центр деревни представляет собой старые деревянные дома. В западной части деревни расположена основная часть современных домов.
В деревне имеется заброшенная животноводческая ферма.
Дорожное сообщение возможно с помощью автомобильного моста через Москва-реку. Асфальтодорожное покрытие имеется лишь на протяжении 300 метров от выезда на основную дорогу "Кожино - Нестерово" до моста через Москва-реку. Покрытие автодороги и моста не обновлялось более 20-ти лет и представляет собой удручающее зрелище.
Западная часть деревни связана с центральной частью - дорогой, проходящей через заброшенную ферму по сельскохозяйственным полям. Дорога связывает также деревню Бараново, однако не имеет твердого покрытия. Дорога представляет собой отсыпку из песка. Ремонтируется силами сельчан. В весенний и осенний период по дороге возможно проехать лишь на тяжелой технике.